# 7098 Réaumur
7098 Réaumur eller 1993 TK39 är en asteroid i huvudbältet som upptäcktes den 9 oktober 1993 av den belgiske astronomen Eric W. Elst vid La Silla-observatoriet. Den är uppkallad efter den franske fysikern René Antoine Ferchault de Réaumur.
Asteroiden har en diameter på ungefär 9 kilometer.